# 奥村五百子 (映画)
『奥村五百子』（おくむらいおこ）は、1940年に公開された豊田四郎監督の日本映画。
明治時代に愛国婦人会を創設し、「女傑」と讃えられた奥村五百子の半生を描いた作品で、杉村春子が奥村五百子を演じた。

## スタッフ
以下のスタッフ名は特に記載がない限りKINENOTEに従った。
- 監督 : 豊田四郎
- 脚本 : 八木保太郎
- 原作 : 八木保太郎
- 製作 : 重宗和伸
- 撮影 : 小倉金弥
- 音楽 : 中川栄三
- 美術 : 吉田謙吉
- 録音 : 奥津武[2][6][3]

## キャスト
- 杉村春子 - 奥村五百子 [7]
- 汐見洋[6] - 父・奥村了寛／兄・奥村円心 [3]
- 滝沢修 - 鯉淵彦五郎 [7]
- 千葉早智子 - 長女・敏子 [7]
- 英百合子[6] - 原田みよ [3]
- 赤木蘭子[6] - 光子 [3]
- 藤田進[6] - 赤塚敏雄 [3]
- 一木礼二[6] - 行商人風の壮士 [3]
- 三島雅夫 - 堀内文次郎 [3]

## 受賞歴
- 1940年度 第17回キネマ旬報賞
  - 日本映画ベスト・テン6位　『奥村五百子』（豊田四郎監督）[8]